# Бялч (Любуське воєводство)
Бялч (пол. Białcz, нім. Balz) — село в Польщі, у гміні Вітниця Ґожовського повіту Любуського воєводства.
Населення — 533 особи (2011).
У 1975-1998 роках село належало до Гожовського воєводства.

## Демографія
Демографічна структура станом на 31 березня 2011 року:
|          | Загалом | Допрацездатний вік | Працездатний вік | Постпрацездатний вік |
| -------- | ------- | ------------------ | ---------------- | -------------------- |
| Чоловіки | 258     | 73                 | 166              | 19                   |
| Жінки    | 275     | 80                 | 155              | 40                   |
| Разом    | 533     | 153                | 321              | 59                   |